# Гарньє де Наблус
Гарньє де Наблус (фр. Garnier de Naplouse; д/н — 1192) — 9-й великий магістр ордену госпітальєрів в 1190—1192 роках. Відомий також як Гарньє Сирійський.

## Життєпис
Точне походження суперечливе: за однією версією, був з англійського лицарства, за іншою — належав до пікардійського роду Мії — сеньйорів Наблуса. Сам Гарньє народився в цьому місті. Є гіпотеза, що був молодшим братом Філіппа де Мії, великого магістра тамплієрів.
Перша згадка припадає на 1173—1175 роки, коли він як каштелян керував залогою замку Гібелін на південь від Єрусалиму. У 1176—1177 і 1180—1182 роках обіймав посаду великого прецептора ордену госпітальєрів.
1185 року призначений пріором володінь госпітальєрів у Англії. 1187 року звитяжив у битві на Рогах Хаттіна, але зміг врятуватися. Того ж року брав участь у оборонних битвах із загонами султана Салах ад-Діна, зокрема в захисті Тверії. 1189 року стає великим командором у Франції.
З липня 1189 по 24 березня 1190 року перебував у Франції, потім рушив до Марселю, а звідти до Мессіни в Сицилії. Тут зустрів французького і англійського королів. З Річардом I дістався Кіпру. 1190 року відзначився у відвоювання Аскалона. Того ж року обраний новим великим магістром ордену.
1191 року відзначився у битві при Арсуфі, де Салах ад-Діну було завдано поразки. Помер в Аскалоні 1192 року, ймовірно, 31 серпня. Його наступником став Жоффруа де Донжон.

## У грі
Є одним з героїв відеогри Assassin's Creed.